# Mark Frost
Mark Frost, född 25 november 1953 i New York City, New York, är en amerikansk författare, manusförfattare, regissör och filmproducent. Han är mest känd för att ha skrivit manus till Spanarna på Hill Street och att, i samarbete med David Lynch, ha skapat TV-serien Twin Peaks.

## Filmografi i urval

### Som regissör
- 1992 – Storyville

### Som manusförfattare
- 1975 – The Six Million Dollar Man
- 1980 – Spanarna på Hill Street (TV-serie)
- 1987 – Scared Stiff
- 1987 – De sju makterna
- 1990–1991 – Twin Peaks (TV-serie)
- 1992 – On the Air (TV-serie)
- 1998 – Buddy Faro (TV-serie)
- 2005 – Fantastic Four
- 2005 – The Greatest Game Ever Played
- 2007 – Fantastic Four: Rise of the Silver Surfer

### Som exekutiv producent
- 1990–1991 – Twin Peaks (TV-serie)
- 1992 – Twin Peaks: Fire Walk with Me
- 1992 – On the Air (TV-serie)
- 1992 – Hugh Hefner: Once Upon a Time